# Anna Berit Asp Christensen
Anna Berit Asp Christensen (født 1971) er musikteoretiker, skribent og kurator. Hendes kuratoriske praksis er præget af en stadig undersøgelse af den eksperimenterende kunstmusiks potentiale, spændvidde og placering på samtidskunstscenen. 
Hun kuraterede i 2007 SPOR festival under titlen Composing What? og tiltrådte efterfølgende som direktør for SPOR festival i delt lederskab med Anne Marqvardsen. Hun initierede i 2008 Scenatet, ensemble for kunst og musik, hvor hun i dag er ansvarshavende kurator.
Anna Berit Asp Chrisensen er udpeget til SNYK's kunstneriske udvalg i perioden 2009-2011.